# دویکینتسی
دویکینتسی (به صربی: Dojkinci) یک منطقهٔ مسکونی در صربستان است که در پیروت واقع شده‌است. جمعیت این روستا، ۲۷۳ نفر است.